# Luke and the Rural Roughnecks
Luke and the Rural Roughnecks er en amerikansk stumfilm fra 1916 af Hal Roach.

## Medvirkende
- Harold Lloyd - Luke
- Snub Pollard
- Earl Mohan
- Bebe Daniels